# DSA-136
La DSA-136 es una carretera perteneciente a la Red Secundaria de la Diputación Provincial de Salamanca, que une la carretera  N-630  en Montejo con la carretera  N-630  en Guijuelo.
Atraviesa las localidades de Montejo, Salvatierra de Tormes y Aldeavieja de Tormes.

## Origen y Destino
La carretera  DSA-136  tiene su origen en la intersección con la carretera  N-630 , a su paso por el término municipal de Montejo y termina en la intersección con la carretera  N-630  en el término municipal de Guijuelo. formando parte de la Red de carreteras de Salamanca.